# Ковалёв, Николай Семёнович
Никола́й Семё́нович Ковалё́в (25 декабря 1908 (7 января 1909), Румок, Рогачёвский район, Гомельская область — 5 октября 1988, Добруш, Гомельская область) — участник партизанского движения на территории Гомельской области в годы Великой Отечественной войны, командир диверсионно-разведывательного отряда Брянского фронта.

## Биография
Родился 25 декабря 1908 года в деревне Румок Старосельского сельсовета (ныне — Рогачёвского района Гомельской области) Российской империи.
С 1930 года входил в состав РККА. С самого начала Великой Отечественной войны участвовал в боях на Брянском фронте в составе разведывательного отдела.
С середины июня 1942 года, будучи командиром диверсионно-разведывательного отряда под псевдонимом «Музыкант», был переброшен в район Новозыбковских лесов и находился в Добрушском районе вместе со своим отрядом вплоть до октября 1943 года.
Капитан Ковалёв в период дислокации сумел создать широкую разведывательную сеть осведомителей, которые внедрялись в немецкие службы, в том числе устраиваясь на работу. Сведения о местонахождении и продвижении войск немецкой армии незамедлительно передавались командованию. К осени 1942 года количество человек в отряде выросло с семидесяти до трёхста, а также увеличилось количество подпольных групп.
Весной 1943 года подпольщики отряда установили, что недалеко от Гомеля по Черниговскому шоссе расположены немецкие склады, на которых располагались авиабомбы, снаряды и боеприпасы. Советские самолеты, спустя два дня после донесения Ковалёва, уничтожили более 120 эшелонов бомб и снарядов.
Полученные подпольщиками сведения позволили отряду Николая Ковалёва разбить одно из подразделений штаба 221-й охранной дивизии, которая совершала карательные операции на оккупированной немцами территории, и захватить при этом стратегически важные документы, в которых содержались планы противника по истреблению партизан в Гомельском округе. Так, на участке железной дороги Закопытье — Злынка, неподалёку от железнодорожной станции Злынка, партизанами отряда была устроена засада. Немцы, завершив прочесывание леса, вышли из него и устроили перекур. Партизаны открыли огонь и уничтожили потерявших бдительность немцев, захватив при этом принадлежащий им обоз.
Вместе с тем, капитан Ковалёв направил двенадцать своих разведчиков-диверсантов, переодетых в немецкую форму под видом гостей, к общежитию, в котором располагались немецкие офицеры. В результате поведенной операции в коридоре общежития с помощью штык-ножа были бесшумно ликвидированы комендант и немецкий часовой, а вместе с ними уничтожены ещё около сорока немцев и полицейских. Затем, вечером, когда к немецкому общежитию прибыли настоящие гости, они также были уничтожены, а спустя час были взорваны четыре торфодобывающие машины, подъездные пути к подвесной дороге, её загрузочный цех и пять опор, а также местная электростанция.
На следующий день немцы планировали уничтожить партизанскую базу, но у них ничего не вышло. В результате боевых действий партизанским отрядом Ковалёва были уничтожены более четырехсот солдат и офицеров немецкой армии.
В 1943 году за эту операцию был награждён Орденом Красного Знамени.
Окончил военную службу в 1946 году. После окончания Великой Отечественной войны Николай Ковалёв проживал в городе Добруше, был трудоустроен в органы Министерства внутренних дел, где занимался хозяйственной работой.
6 апреля 1985 был награждён Орденом Отечественной войны II степени.
Умер 5 октября 1988 года, похоронен рядом с братскими могилами воинов, погибших в ходе боевых действий при освобождении города Добруша.

## Награды и звания
- Орден Красного Знамени (08.09.1943)
- Орден Отечественной войны II степени (6.4.1985)
- Медаль "За боевые заслуги" (30.04.1945)
- Орден Октябрьской Революции (№ 42390 от 20.04.1971)

## Память
В поселке Нетеша Злынковского района Брянской области на лесной усадьбе был сооружен обелиск, на котором высечены слова: «Здесь с июня 1942 года по октябрь 1943 года базировался диверсионно-разведывательный отряд Брянского фронта под командованием капитана Н. Ковалева».
Именем Николая Ковалёва названа улица в поселке Уборок Добрушского района, документы и материалы о диверсионно-разведывательном отряде и его командире в настоящий момент представлены в Добрушском краеведческом музее.